# Copenhagen Business School
La Copenhagen Business School (in danese: Handelshøjskolen i København), comunemente abbreviata in CBS (anche in danese), è un’università con sede a Copenaghen, in Danimarca, ed è considerata una delle business school più prestigiose dell’Europa occidentale e del mondo.

## Storia
La CBS è stata fondata nel 1917 dalla società danese per l'Avanzamento della formazione aziendale e della Ricerca (Fuhu). Oggi CBS ha più di 19.000 studenti, 13.000 dipendenti e offre una vasta gamma di corsi di laurea. Il suo campus principale si trova nella città di Frederiksberg, all'interno della capitale danese, Copenaghen. L'istituto rientra oggi tra le migliori business schools del mondo, non solo rinomata per i suoi corsi in Management e Finanza, ma soprattutto per la grande attenzione alle dimensioni di impatto ambientale e sociale.

## Rankings

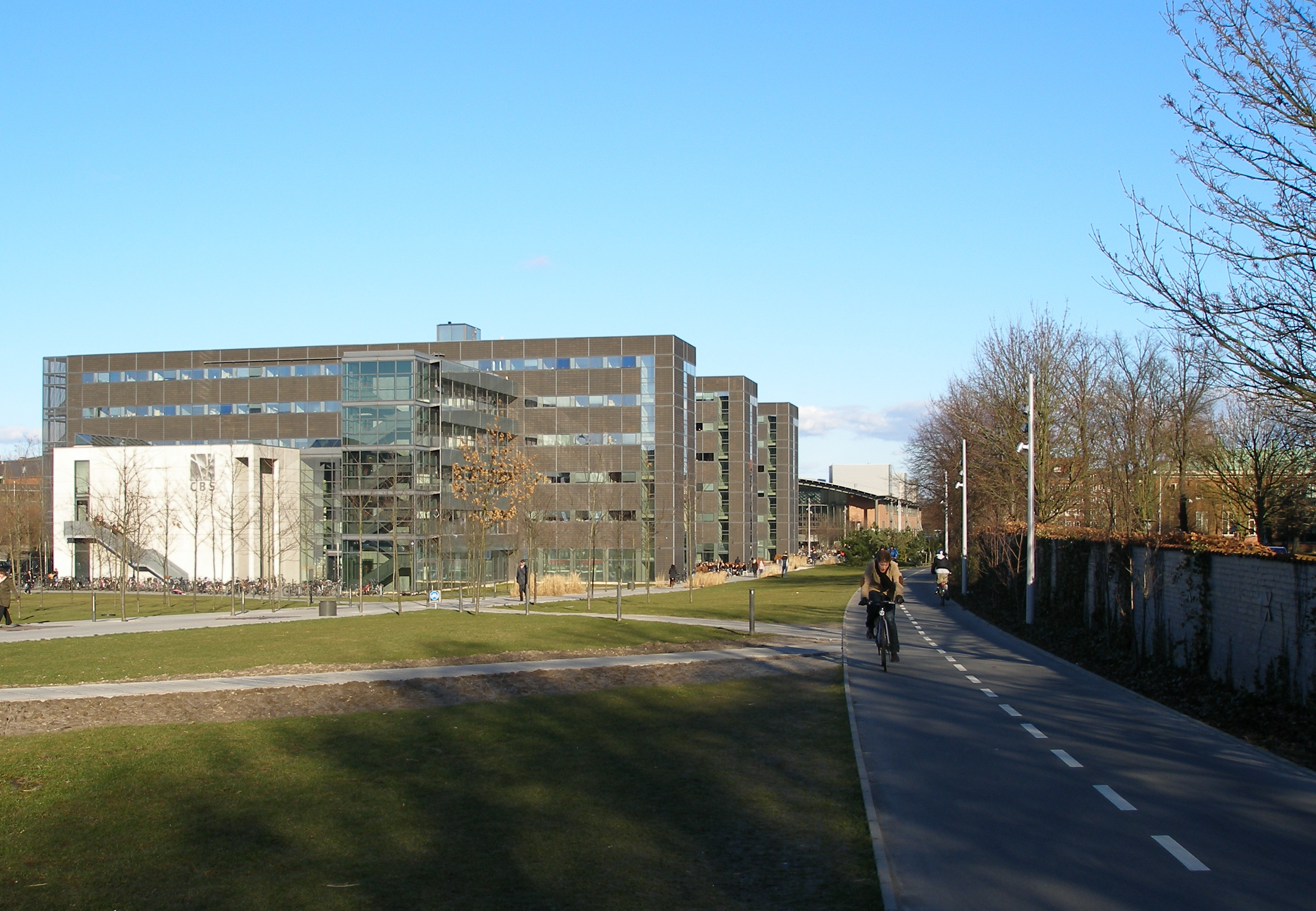
Campus CBS

### QS World University Ranking - Masters
La Copenhagen Business School ha scalato le classifiche del famoso istituto britannico QS Ranking, tra le più famose e riconosciute al mondo insieme a quelle di Financial Times ed Economist, nelle sezioni Masters in Management e Masters in Finance (dedicate ai corsi di laurea magistrali in Management e Finanza, rispettivamente), classificandosi 15º nel 2019, 9° nel 2020, e 5° nel 2021 per tutti i Master EBA (Economics and Business Administration), tra i quali si annoverano: il Master in Applied Economics and Finance ed il Master in Finance and Investments. L'altrettanto celebre corso in Advanced Economics and Finance, si è classificato 17° nel 2019, 16° nel 2020, 14° nel 2021 e 12° nel 2022, nell'area Finance. CBS offre anche corsi MBA (Master in Business Administration) per i quali è stata classificata 31ª nel 2019, 26° nel 2020, 24° nel 2021 e 24° nel 2022.
Dall'anno accademico 2023-2024 il flagship program in Applied Economics and Finance non sarà più incluso nei Master EBA, bensì verrà raggruppato nella divisione Finance con il programma in Advanced Economics and Finance.

### Eduniversal
L'istituto francese Eduniversal l ha classificato nel 2014 la Copenhagen Business School 1º al mondo davanti alla London Business School ed alla Harvard Business School. Nel 2020 la posizione è stata confermata per l'area Europa Occidentale, davanti alla INSEAD di Fontainebleau ed alla Università Bocconi di Milano.

### Accreditamento "Tripla Corona"
CBS rientra tra le pochissime business schools, (meno dell'1%, ovvero 57 business schools in tutto il mondo) ad aver ottenuto il triplo accreditamento EQUIS (2000), AMBA (2007) e AACSB (2011).

## Presidenti
- Per Holten-Andersen (2012- )
- Alan Irwin (2011)
- Johan Roos (2009-2011)[3]
- Finn Junge-Jensen (1987-2009)
- Frode Slipsager (1979-1987)
- Lauge Stetting (1978-1979)
- Carl E. Sørensen (1975-1978)
- Jan Kobbernagel (1963-1975)
- Poul Winding (1957-1963)
- Christen Møller, Director (1938-1957)
- Marius Vibæk, Director (1917-1938)